# Vis Pesaro 1898 2001-2002
Questa pagina raccoglie le informazioni riguardanti la Vis Pesaro 1898 nelle competizioni ufficiali della stagione 2001-2002.

## Stagione
Nella stagione 2001-2002 la Vis Pesaro disputa il girone B del campionato di Serie C1, con 43 punti ottiene il dodicesimo posto finale. Allenata in questa stagione da Patrizio Sala, la squadra marchigiana raccoglie 19 punti nel girone di andata, poi a fine gennaio, dopo lo scivolone interno (0-2) contro la Torres, viene affidata al tecnico Paolo Dal Fiume, con il quale ottiene nel girone di ritorno 24 punti. Chiudendo il torneo con quattro punti di vantaggio sui Play-out. Il torneo ha promosso in Serie B diretto l'Ascoli, mentre il Catania torna in Serie B vincendo i Play-off. Nella Coppa Italia di Serie C la Vis Pesaro disputa il girone L di qualificazione, che ha promosso il Gualdo ai sedicesimi di finale, ottenendo solo due pareggi.

## Rosa
| N. |                   | Ruolo | Calciatore             |
| -- | ----------------- | ----- | ---------------------- |
|    | Italia (bandiera) | C     | Vito Michele Antonelli |
|    | Italia (bandiera) | D     | Fabio Barison          |
|    | Italia (bandiera) | A     | Costantino Borneo      |
|    | Italia (bandiera) | C     | Luciano Clara          |
|    | Italia (bandiera) | A     | Enrico Curzi           |
|    | Italia (bandiera) | P     | Roberto De Juliis      |
|    | Italia (bandiera) | D     | Andrea Del Bianco      |
|    | Italia (bandiera) | A     | Renato Greco           |
|    | Italia (bandiera) | D     | Michele Ischia         |
|    | Italia (bandiera) | C     | Marco Marchetti        |
|    | Italia (bandiera) | D     | Maurizio Marin         |
|    | Italia (bandiera) | D     | Pietro Mariniello      |
|    | Italia (bandiera) | C     | Roberto Marta          |
|    | Italia (bandiera) | A     | Marco Martini          |

| N. |                     | Ruolo | Calciatore           |
| -- | ------------------- | ----- | -------------------- |
|    | Italia (bandiera)   | C     | Manuel Mazzoli       |
|    | Italia (bandiera)   | D     | Marco Mazzoli        |
|    | Italia (bandiera)   | A     | Cristian Pazzi       |
|    | Italia (bandiera)   | D     | Yuri Pellegrini      |
|    | Italia (bandiera)   | A     | Gianluca Pittaluga   |
|    | Italia (bandiera)   | C     | Roberto Ricca        |
|    | Italia (bandiera)   | C     | Maurizio Rinino      |
|    | Italia (bandiera)   | C     | Morris Manolo Ripa   |
|    | Italia (bandiera)   | D     | Simone Rizzato       |
|    | Italia (bandiera)   | D     | Christian Santi      |
|    | Italia (bandiera)   | C     | Gianluca Segarelli   |
|    | Bulgaria (bandiera) | A     | Ivan Tonchev Stoilov |
|    | Italia (bandiera)   | D     | Roberto Vezzosi      |

## Risultati

### Campionato

#### Girone di andata
| Arbitro: | Belloli (Bergamo) |

|                |           |  |
| Biancolino 76’ | Marcatori |  |

| Arbitro: | Girardi (San Donà di Piave) |

|                   |           |             |
| Y. Pellegrini 88’ | Marcatori | 39’ Fontana |

| Arbitro: | Rossi (Forlì) |

|                                           |           |                            |
| R. Greco 27’, 75’ (rig.) Martini 35’, 59’ | Marcatori | 10’ M. Caputi 40’ Pilleddu |

| Sassari 23 settembre 2001 4ª giornata | Torres            | 0 – 0 | Vis Pesaro | Stadio Vanni Sanna\| Arbitro: \| Valensin (Milano) \| |
| Arbitro:                              | Valensin (Milano) |       |            |                                                       |

| Arbitro: | Vicinanza (Albenga) |

|                    |           |            |
| M. Ripa 25’ (rig.) | Marcatori | 2’ Vidallé |

| Arbitro: | Giannoccaro (Lecce) |

|                        |           |                         |
| La Vista 35’ Lemme 46’ | Marcatori | 10’ Martini 79’ M. Ripa |

| Arbitro: | Brighi (Cesena) |

|                           |           |                        |
| Pittaluga 54’ Martini 68’ | Marcatori | 3’ Dié 73’ (rig.) Elia |

| Arbitro: | Banti (Livorno) |

|                        |           |  |
| Fini 16’ U. Marino 87’ | Marcatori |  |

| Chieti 28 ottobre 2001 9ª giornata | Chieti                   | 0 – 0 | Vis Pesaro | Stadio Guido Angelini\| Arbitro: \| Giordano (Caltanissetta) \| |
| Arbitro:                           | Giordano (Caltanissetta) |       |            |                                                                 |

| Arbitro: | Carlucci (Molfetta) |

|  |           |                  |
|  | Marcatori | 35’ Karasavvidis |

| Castel di Sangro 11 novembre 2001 11ª giornata | Castel di Sangro  | 0 – 0 | Vis Pesaro | Stadio Teofilo Patini\| Arbitro: \| Latella (Potenza) \| |
| Arbitro:                                       | Latella (Potenza) |       |            |                                                          |

| Arbitro: | Battistella (Conegliano) |

|               |           |  |
| Pittaluga 38’ | Marcatori |  |

| Arbitro: | Rocchi (Firenze) |

|  |           |                                      |
|  | Marcatori | 60’ (rig.) R. Greco 90+4’ F. Barison |

| Arbitro: | Bergonzi (Genova) |

|                  |           |                 |
| Mar. Mazzoli 37’ | Marcatori | 15’ Cappellacci |

| Arbitro: | Ioseffi (Siena) |

|                                          |           |                                 |
| Salzano 8’ Galliano 40’ Manni 72’ (rig.) | Marcatori | 30’ Y. Pellegrini 90+2’ Martini |

| Arbitro: | Ferraro (Crotone) |

|                  |           |                |
| Mar. Mazzoli 89’ | Marcatori | 28’ Antonaccio |

| Sora 23 dicembre 2001 17ª giornata | Sora           | 0 – 0 | Vis Pesaro | Stadio Claudio Tomei\| Arbitro: \| Marti (Modena) \| |
| Arbitro:                           | Marti (Modena) |       |            |                                                      |

#### Girone di ritorno
| Arbitro: | Cenni (Imola) |

|             |           |              |
| Martini 61’ | Marcatori | 21’ Bennardo |

| Arbitro: | Giannoccaro (Lecce) |

|           |           |  |
| Bruno 27’ | Marcatori |  |

| Arbitro: | Zambon (Padova) |

|  |           |                                |
|  | Marcatori | 18’ Mar. Mazzoli 44’ Pittaluga |

| Arbitro: | P.S. Mazzoleni (Bergamo) |

|  |           |                            |
|  | Marcatori | 21’ Lavecchia 30’ Pandolfi |

| Arbitro: | Niccolai (Livorno) |

|  |           |                     |
|  | Marcatori | 74’ (aut.) R. Perna |

| Pesaro 10 febbraio 2002 23ª giornata | Vis Pesaro          | 0 – 0 | Fermana | Stadio Tonino Benelli\| Arbitro: \| Carlucci (Molfetta) \| |
| Arbitro:                             | Carlucci (Molfetta) |       |         |                                                            |

| Arbitro: | Torella (Roma) |

|            |           |            |
| Fresta 20’ | Marcatori | 25’ Borneo |

| Arbitro: | Tonolini (Milano) |

|  |           |             |
|  | Marcatori | 71’ Cordone |

| Arbitro: | Valensin (Milano) |

|                |           |              |
| R. Greco 90+1’ | Marcatori | 71’ Zattarin |

| Arbitro: | Sacco (Civitavecchia) |

|                    |           |  |
| Ranalli 72’, 90+4’ | Marcatori |  |

| Pesaro 24 marzo 2002 28ª giornata | Vis Pesaro          | 0 – 0 | Castel di Sangro | Stadio Tonino Benelli\| Arbitro: \| Tagliavento (Terni) \| |
| Arbitro:                          | Tagliavento (Terni) |       |                  |                                                            |

| Viterbo 30 marzo 2002 29ª giornata | Viterbese                 | 0 – 0 | Vis Pesaro | Stadio Enrico Rocchi\| Arbitro: \| Gianni Cigalotti (Milano) \| |
| Arbitro:                           | Gianni Cigalotti (Milano) |       |            |                                                                 |

| Arbitro: | Niccolai (Livorno) |

|                 |           |  |
| Borneo 11’, 63’ | Marcatori |  |

| Arbitro: | Ferraro (Crotone) |

|                                                 |           |  |
| Califano 10’, 24’ Di Domenico 51’ Di Corcia 80’ | Marcatori |  |

| Arbitro: | Giannoccaro (Lecce) |

|                        |           |  |
| Borneo 28’ Stoilov 50’ | Marcatori |  |

| Arbitro: | Squillace (Catanzaro) |

|                            |           |                                 |
| Di Fabio 20’ Palladini 30’ | Marcatori | 7’ Man. Mazzoli 36’, 68’ Borneo |

| Arbitro: | Belloli (Bergamo) |

|                           |           |  |
| Mariniello 39’ Borneo 79’ | Marcatori |  |

### Coppa Italia di Serie C

#### Girone L
| 12 agosto 2001 1ª giornata |  | – Turno di riposo Vis Pesaro |  |  |

| Arbitro: | Gandolfi (Cremona) |

|                    |           |                               |
| M. Ripa 79’ (rig.) | Marcatori | 29’ Santoruvo 38’ (rig.) Frau |

| Arbitro: | Ciampi (Roma) |

|                             |           |              |
| Bellagamba 48’ Matteini 68’ | Marcatori | 61’ R. Greco |

| Pesaro 26 agosto 2001 4ª giornata | Vis Pesaro     | 0 – 0 | Sambenedettese | Stadio Tonino Benelli\| Arbitro: \| Romeo (Verona) \| |
| Arbitro:                          | Romeo (Verona) |       |                |                                                       |

| Fermo 29 agosto 2001 5ª giornata | Fermana               | 0 – 0 | Vis Pesaro | Stadio Bruno Recchioni\| Arbitro: \| Ciancaleoni (Foligno) \| |
| Arbitro:                         | Ciancaleoni (Foligno) |       |            |                                                               |